# Корценштейн, Вольф Нухимович
Вольф Ну́химович Корценште́йн (15 декабря 1917, Балта — после 1997) — советский и российский учёный в области гидрогеологии и геохимии газовых и нефтяных месторождений, доктор геолого-минералогических наук (1959), профессор. Основоположник нового научного направления — газовой гидрогеологии.

## Биография
Родился 15 декабря 1917 года в Балте.
В 1941—1945 годах служил в армии, начальник топослужбы штаба 23 стрелковой дивизии, старший лейтенант, награждён орденом Красной звезды (1945), медалями.
Диссертацию доктора геолого-минералогических наук по теме «Исследование водонапорной системы Центрального Предкавказья в связи с вопросами формирования, разведки и разработки газовых залежей» защитил в 1959 году.
Заведующий лабораторией гидрогеологии Всесоюзного научно-исследовательского института природных газов (ВНИИгаза), в состав которой входило несколько полевых партий, проводивших испытания на скважинах ряда газовых месторождений для сбора данных по гидродинамике, гидрохимии и геотермии газоводоносных горизонтов. Разработал новое направление в газовой промышленности СССР — гидрогеологию газовых и газоконденсатных месторождений, в том числе теоретические основы гидрогеологических методов их поисков, разведки, оценки ресурсов и контроля за разработкой. Ряд публикаций посвящён изучению разгазирования подземных вод как основы для расшифровки механизма формирования газовых месторождений. Занимался методикой поисков залежей УВ на основе глубинных гидрогеологических исследований состава и упругости растворённых газов пластовых вод, что привело к открытию предельно газонасыщенных водонапорных систем и позволило обосновать прогнозы перспектив нефтегазоносности нескольких регионов Северного Кавказа, Западной Сибири, Южного Мангышлака, Узбекистана, северных обрамлений Прикаспийской впадины и центральных районoв Русской платформы.
Автор монографий по нефтегазовой гидрогеологии. Под его редакцией была издана «Карта растворённых газов подземных вод газонефтеносных провинций СССР» (1985), коллективные сборники «Гидрогеология газоносных районов Советского Союза» (1962), «Гидрогеологические особенности газовых и газоконденсатных месторождений в связи с условиями их активного обводнения» (1989), «Водорастворённые газы нефтегазоносных бассейнов» (1981), «Новые материалы по водонапорным системам крупнейших газовых и газоконденсатных месторождений» (1991), серия выпусков «Геохимии подземных вод». В 1990-е годы разрабатывал тезис о происхождении и эволюции водородно-гелиевой плазмы Галактики.

## Монографии
- В. Н. Корценштейн. Гидрогеология газоносной провинции Центрального Предкавказья: В связи с вопросами формирования, разведки и разработки газовых залежей. М.: Гостоптехиздат, 1960. — 261 с.
- В. Н. Корценштейн. Методика гидрогеологических исследований нефтегазоносных районов. М.: Гостоптехиздат, 1963. — 168 с.; 2-е издание — М.: Недра, 1976. — 309 с.; 3-е издание — М.: Недра, 1991. — 418 с.
- В. Н. Корценштейн. Гидрогеология Бухаро-Хивинской газонефтеносной области. Л.: Недра, Ленинградское отделение, 1964. — 239 с.
- В. Н. Корценштейн. Гидрогеология нефтегазовых месторождений Южного Мангышлака. М.: Недра, 1967. — 212 с.
- В. Н. Корценштейн. Гидрогеология нефтегазовых месторождений и разведочных площадей Южного Мангышлака и сопредельных районов Устюрта. М.: Недра, 1972. — 348 с.
- В. Н. Корценштейн. Основные параметры водонапорной системы газовых и газоконденсатных месторождений Западно-Сибирской плиты. М.: ВНИИЭгазпром, 1975. — 46 с.
- В. Н. Корценштейн. Водонапорные системы крупнейших газовых и газоконденсатных месторождений СССР. М.: Недра, 1977. — 247 с.
- В. Н. Корценштейн. Нарушение равновесия природных флюидальных систем при разработке газовых и газоконденсатных месторождений. М.: Недра, 1980. — 224 с.
- В. Н. Корценштейн. Растворённые газы подземной гидросферы Земли. М.: Недра, 1984. — 230 с.